# 송원산업
송원산업은 플라스틱 제조 과정에 필수적인 플라스틱 안정제 등을 주력으로 생산하는 정밀화학 기업이다. 코스피 상장 기업이며 코스피200 구성 종목이다.

## 업종
송원산업은 산화방지제 전문 기업으로 분류된다. 플라스틱은 제조 과정에서 열과 산소로 인해 분해가 빠르게 일어나는데, 이러한 분해를 줄여주기 위한 산화방지제 등이 플라스틱 안정제로 불리며 제조 공정에서 필수적으로 사용된다.

## 역사
창업자 박경재 회장은 일본에서 응용화학과 전공으로 대학을 마친 뒤 (주)럭키에서 회사 생활을 했다. 럭키에서 비닐장판을 만들면서 염화비닐수지(PVC) 안정제가 모두 수입되는 것을 보고 창업을 결심했고, 부산 동래구 자신의 집에 회사를 세운 것이 송원산업의 시작이다.
2007년에는 세계시장에서 10% 가량의 점유율을 차지하고 있었으며, 제품은 외국 글로벌 화학업체의 OEM 생산을 하고 있었다. 그 후 2008년 미국발 금융위기가 닥치면서 산화방지제 세계 1위 업체였던 시바의 산화방지제 사업부가 바스프에 합병되고 2위 업체인 미국 캠추라가 폐업위기를 맞으면서 업계의 큰 지형 변화가 생겼다. 송원산업은 시바와 캠추라의 영업인력을 영입하여 점유율 확대에 나섰고, OEM을 탈피하여 자체브랜드로 제품을 판매하기 시작했다. 그 결과 2010년 들어 세계시장 점유율은 25%로 세계 2위로 올라섰다.

## 점유율
송원산업은 2014년 현재 산화방지제 시장에서 세계시장에서 약 20% 이상, 국내시장에서 약 60% 이상을 점유하고 있다. 한국, 중국, 독일, 미국 등에 제조시설을 두고 있다.
매출구성은 플라스틱 안정제가 66%가량이고 PVC 안정제 및 유기주석화합물(선박 바닥에 오염방지 페인트 등으로 사용됨) 등이 나머지를 차지한다.

## 참고 문헌
- 송원산업 홈페이지
- 송원산업: 히든챔피언 - KAIST 경영대학, 2014
- 와이즈에프엔, 2014